# Kocel
Kocel (in greco Kotzeles; in slovacco Koceľ; in serbo, croato e in sloveno Kocelj; tra 810 e 820 (?) – dopo l'874 e prima dell'880) fu un aristocratico slavo duca della Bassa Pannonia (Chezil dux Pannoniae inferioris), in quanto vassallo del regno dei Franchi Orientali, tra l'861 e l'876. Nelle fonti lo si trova indicato come Chezil, Chezilo, Chezul, Chozil o Gozil e con il titolo di conte (comes de Sclavis).

## Biografia

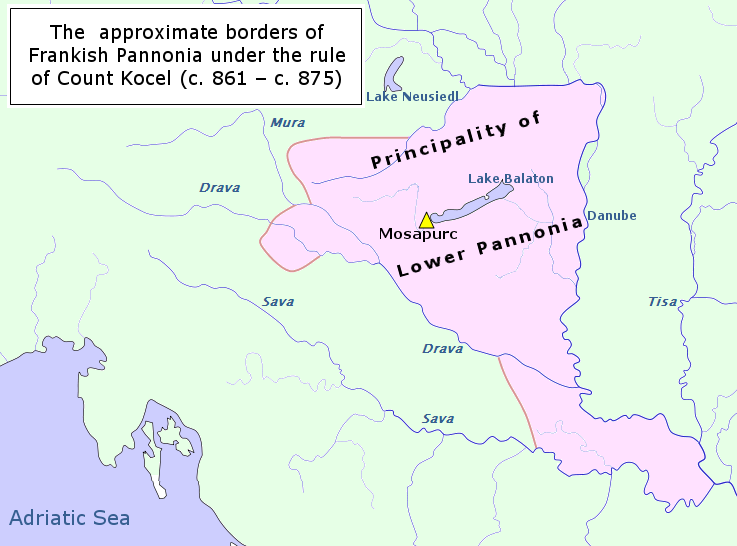
Il ducato della Bassa Pannonia sotto Kocel

Kocel era il figlio secondogenito di Pribina, insediato dai Franchi come principe di Nitra e duca della Bassa Pannonia nell'838 circa o nell'840. Nato nell'820 circa, secondo quanto racconta lo storiografo Bowlus, nell'861, alla morte del madre divenne il nuovo duca della Bassa Pannonia e fece una significativa donazione al monastero di Frisinga, dimostrando di avere una solida posizione sociale e politica. La sua posizione è confermata in documento dell'864 in cui Ludovico II il Germanico si rivolgeva a lui in qualità di sovrano nella Bassa Pannonia. Nell'865 l'arcivescovo di Salisburgo Adalvino visitò due volte le sue terre. Nell'869 Kocel chiese che il missionario greco Metodio fosse inviato in Pannonia come legato pontificio. In piena estate, Kocel inviò Metodio a Roma con venti uomini per chiedere la sua elevazione a vescovo e Adriano II lo nominò arcivescovo di Sirmio anche in quelle terre amministrate da Kocel. Nell'874, in seguito alla guerra civile della Grande Moravia, Kocel continuò a governare sulla valle della Drava sotto l'autorità di Carlomanno di Baviera. Kocel cessò il suo incarico nell'876 non è chiaro se in seguito alla sua dipartita, poiché scompare dalle fonti già dopo l'874. Sicuramente morì entro l'anno 880.

## Identificazione con altri personaggi storici
Alcuni storici hanno ritenuto che Kocel possa essere identificato con il comandante militare franco Kotzil/Kotzilis citato nel De administrando imperio nell'ambito della rivolta armata dei croati (presumibilmente al tempo del duca Domagoj) che «riuscì a prevalere e ad uccidere tutti i Franchi e il loro arconte, chiamato Kotzil» (identificato anche con Cadalao del Friuli, morto nel 819), molto probabilmente nell'874, ponendosi in maniera coincidente con la scomparsa di Kocel dalle fonti. Secondo Francis Dvornik, il resoconto del De administrando imperio forse «fotografa» diversi eventi relativi a Ljudevit, Borna, e infine in cui Kocel «era perito nell'876». Lo studioso croato Neven Budak ha sostenuto che il resoconto fornito dal De Administrando Imperio sulla rivolta croata contro i Franchi non può essere collegato a Kocel.

## Titolatura
- "Conte degli Slavi" (comes de Sclavis nomine Chezul), atto di donazione latino dell'861[16]
- "Duca" (Chezil dux), indicato postumo tra l'876 e l'880[17]